# Oskar Baudisch

Oskar Baudisch, um 1914

Oskar Baudisch (* 3. Juni 1881 in Maffersdorf, Königreich Böhmen; † 29. März 1950 in La Jolla) war ein Biochemiker und Strahlenforscher.

## Leben
Als Absolvent der Staatsgewerbeschule in Reichenberg in Nordböhmen, studierte Oskar Baudisch an der Technischen Hochschule in Zürich Chemie und promovierte an der Universität Zürich zum Doktor der Philosophie. Seit Beginn seines Studiums 1900 gehörte er der Burschenschaft Teutonia Zürich an.
Nach Beendigung seiner einjährigen Militärzeit in der österreich-ungarischen Armee gab er in Reichenberg mit seinem früheren Chemielehrer F. Breindl die Untersuchung „Oxydation von Proteinen durch Wasserstoffsuperoxyd“ heraus und wurde Privatassistent bei Eugen Bamberger an der Technischen Hochschule (Politechnikum) in Zürich. Im Herbst 1907 wechselte Oskar Baudisch an die Universität Manchester in England. Aus dem William Henry Perkin-Laboratorium stammt seine berühmt gewordene Arbeit der analytischen Chemie über das Cupferron. 1911 wurde Oskar Baudisch Assistent bei Alfred Werner an der Universität Zürich, habilitierte sich im Fach Chemie, wurde Privatdozent und studierte zusätzlich Medizin. Zu Beginn des Jahres 1914 als Direktor des Strahlenforschungsinstitutes in Hamburg, überraschte ihn der Erste Weltkrieg.
Während des Ersten Weltkrieges war Oskar Baudisch als Sanitätsoffizier bei der Seuchenbekämpfung in der österreich-ungarischen Armee im Einsatz. Im Jahre 1920 erreichte ihn ein Ruf der Yale University in New Haven, USA, wo er zwei Jahre als Professor Photochemie lehrte. Zum Studium von Schwefelquellen arbeitete er mit Hans von Euler-Chelpin in Stockholm zusammen. 1933 nahm er eine Einladung des späteren US-Präsidenten Franklin D. Roosevelt an, ein Forschungsinstitut für Chemie in Saratoga Springs in La Jolla in Südkalifornien aufzubauen und das Ozeanographische Institut zu leiten.
Die Baudisch-Reaktion ist eine Namensreaktion der organischen Chemie, die 1939 erstmals von Baudisch beschrieben und nach ihm benannt wurde.

## Familie
Oskar Baudisch war ein Sohn des Ehepaares Josef Baudisch (1851–1924), Direktor der Teppichweberei Ignaz Ginzkey in Maffersdorf bei Reichenberg, und Julie, geborene Ginzkey. Er hatte vier Geschwister: 
- Josefine (* 1878, † 18. Juni 1963), Verwalterin des Jung-Baudisch-Fonds für Stipendien an bedürftige Jugendliche,
- Ida, die jung heiratete und im Alter von 21 Jahren starb,
- Rudolf (1896–1940), Leiter der Garnabteilung in der Firma Ignaz Ginzkey in Maffersdorf und
- Wilhelm, der vor der Geburt von Rudolf Baudisch verstarb.

## Werke
- Verzeichnis der Veröffentlichungen von Oskar Baudisch in: Johann Christian Poggendorff: Biographisch-literarisches Handwörterbuch zur Geschichte der exakten Wissenschaften. 7a, 1; 7b.